# Edmund Tudor, 1:e earl av Richmond
Edmund Tudor, 1:e earl av Richmond, född cirka 1430, död 1 november 1456, var en walesisk ädling, far till Henrik VII av England och gift med Margaret Beaufort

## Biografi
Tudor föddes antingen på Much Hadham Palace i Hertfordshire eller Hadham i Bedfordshire, äldre son till Owen Tudor och Katarina av Valois (tidigare Henrik V av England:s drottning). Det är inte säkert om han föddes efter att föräldrarna gift sig i hemlighet eller ej. Hans mor dog 1437, men hans halvbror Henrik VI erkände honom och gjorde honom till earl av Richmond 1452. 
År 1455 gifte han sig med Margaret Beaufort, en dotter till den legitimiserade John Beaufort, 1:e hertig av Somerset. Hon var tolv år då, och blev gravid följande år. Men under Rosornas krig, erövrades Richmond av den yorkistiska Herbertfamiljen. De spärrade in honom i Carmarthen Castle i södra Wales, där han drabbades av pesten och avled. Henrik, hans enda barn, föddes mer än två månader efter hans död.